# Janice Loeb
Janice Loeb (ur. 6 grudnia 1902, zm. 18 lutego 1996) – amerykańska operatorka filmowa, reżyserka, scenarzystka i producentka filmowa.

## Filmografia
- 1948: The Quiet One

## Nagrody i nominacje
W 1949 roku za pełnometrażowy film dokumentalny The Quiet One i w 1950 roku za scenariusz do tego filmu została nominowana do Oscara.